# کنتا ماتسودا
کنتا ماتسودا (انگلیسی: Kenta Matsuda؛ زادهٔ ۲۲ اوت ۱۹۸۴) بازیکن فوتبال اهل ژاپن است.